# Jägerhof (Wipperfürth)
Jägerhof ist eine Ortschaft  von Wipperfürth im Oberbergischen Kreis im Regierungsbezirk Köln in Nordrhein-Westfalen (Deutschland). Die Ortschaft gehört zum Ortsbezirk Agathaberg.

## Lage und Beschreibung
Jägerhof  liegt im östlichen Wipperfürth an der Landstraße L302 zwischen Wipperfürth und Frielingsdorf auf einer Höhe von 308 m ü. NN.
Nachbarorte sind Teufelswiese, Friedrichsthal, Nagelsbüchel, Peppinghausen und Lendringhausen.
Der Gaulbach fließt nördlich am Ort vorbei.

## Geschichte
In der amtlichen topographischen Karte von 1894 bis 1896 ist Jägerhof erstmals eingezeichnet.

## Busverbindungen
Haltestelle Friedrichsthal:
- 333 Wipperfürth – Dohrgaul – Frielingsdorf – Engelskirchen Bf. (OVAG, Mo–So, kein Abend- und Nachtverkehr)